# Lambretta (marchio)

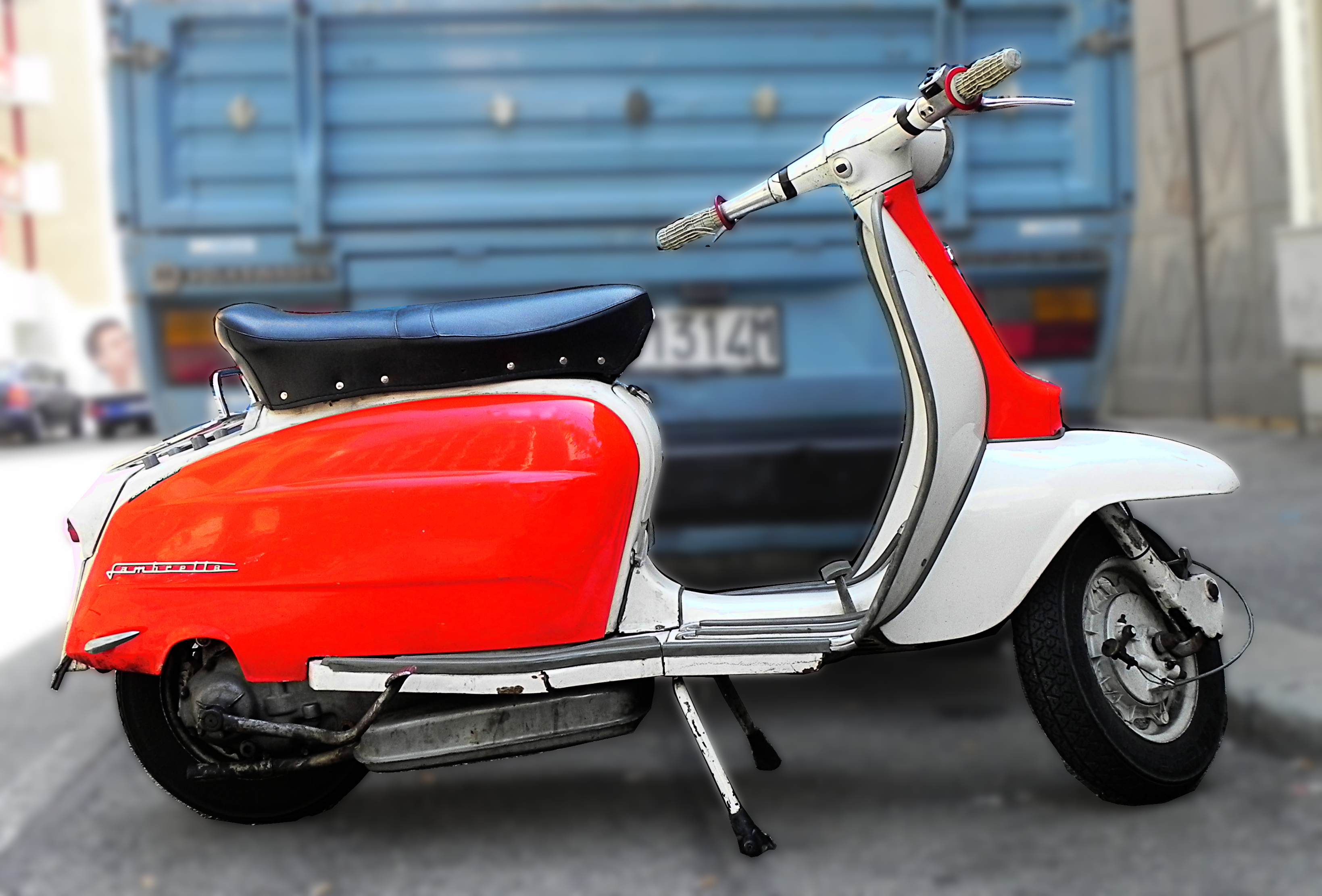
Il marchio Lambretta

Con il successo acquisito negli anni dallo scooter Innocenti Lambretta e la chiusura dell'azienda originale, il nome stesso e il logo relativi a Lambretta hanno cominciato ad essere oggetto di manovre finanziarie di compravendita dei diritti e della licenza d'uso, venendo utilizzato da aziende diverse ed essendo anche oggetto di vicende giudiziarie in merito al loro legittimo utilizzo.

## Storia
La SIL (Scooters of India Limited), con sede a Lucknow nell'Uttar Pradesh, fu l'impresa di proprietà statale che acquisì per prima il marchio, nonché le catene di montaggio e cominciò la produzione un paio d'anni dopo l'acquisto, continuando la costruzione della Lambretta originale sino al 1997. La produzione della SIL è ora concentrata su altri prodotti come motocarri e tricicli a motore propulsi da motori di derivazione Innocenti.
Negli anni successivi, in parti del mondo e da aziende diverse e separate, sono stati presentati modelli di motocicletta che ricalcavano nel nome e a volte anche nelle forme il modello originale; l'uso del nome e del marchio è stato però oggetto di varie dispute a livello internazionale con reciproche accuse di utilizzo illegale.
Nel 2010 il marchio Lambretta è stato presente anche nelle competizioni del motomondiale della classe 125 con la Lambretta Reparto Corse che ha portato in gara un modello già utilizzato negli anni precedenti con altri marchi.
Dal 2017 una società con sede in Lugano si chiama Innocenti S.A. e produce ciclomotori marchiati con il logo Lambretta avvalendosi della collaborazione dell'industria austriaca KSR Group.